# Sunderlandwick
Sunderlandwick var en civil parish från 1866 till 1935 då den blev en del av Hutton Cranswick, i grevskapet East Riding of Yorkshire, i England. Civil parish var belägen 15 km från Beverley och hade 50 invånare år 1931. Byar nämndes i Domedagsboken (Domesday Book) år 1086, och kallades då Sundrelanwic/Sundreslanwic.